# Audit de code
En programmation informatique, l'audit de code est une pratique consistant à parcourir le code source d'un logiciel afin de s'assurer du respect de règles précises.
L'audit peut avoir un but légal (s'assurer que les licences des différentes parties d'un programme autorisent bien à le distribuer tel quel, ou voir l'audit interne de ReactOS), ou s'assurer de la sécurité du logiciel en testant sa vulnérabilité, ou bien chercher des bugs.
L'audit de code est une pratique très fastidieuse et longue. De plus, elle ne permet généralement pas, en raison de la complexité, de dresser une liste exhaustive des problèmes liés au code. L'utilisation de méthodes automatiques permet de dégrossir le travail, mais se reposer uniquement sur ce genre de méthodes peut nous faire passer à côté de problèmes flagrants pour un humain. 
Cela commence généralement par un travail d'analyse des besoins métiers. La business logic est très difficile à traduire en règles utilisables par les outils d'analyse de code automatique.
Un audit ne concerne en général qu'une librairie ou qu'une partie de l'application.